# Cotton (Staffordshire)
Pour les articles homonymes, voir Cotton.
Cotton est un village et une paroisse civile du Staffordshire, en Angleterre.